# Arachniodes amabilis
Arachniodes amabilis là một loài thực vật có mạch trong họ Dryopteridaceae. Loài này được (Blume) Tindale miêu tả khoa học đầu tiên năm 1961.